# Asia World Group
Asia World Group (birman အာရှဓန ကုမ္ပဏီ) est le conglomérat le plus gros et le plus diversifié de Birmanie, avec des intérêts dans l'industrie, les travaux publics, les transports, l'import-export et une chaine locale de supermarchés. Selon un câble américain révélé par Wikileaks, ses intérêts dans ce pays représentaient en 2007 plus de 500 millions de dollars. Environ la moitié des investissements de Singapour en Birmanie (1,3 milliard de dollars en 2000) proviennent de filiales d'Asia World.

## Histoire
Le fondateur de la compagnie, Lo Hsing Han (1935-2013), était un chinois du Kokang à la tête d'une des plus grandes narco-armées d'Asie du Sud-Est,. Il crée Asia World Group le 5 juin 1992. Asia World a été un des deux principaux contractants (avec Htoo Group of Companies) pour la construction de la nouvelle capitale birmane Naypyidaw, notamment du National Landmark Garden,.
En 1996, Lo Hsing Han crée une coentreprise avec Robert Kuok de Shangri-La Hotels and Resort pour construire le Traders Hotel de Rangoun, dont Asia World possède 10 % des parts,.
En juillet 2010, le gouvernement accorde à Asia World le contrôle des services aux passagers de l'aéroport international de Rangoun, y compris la perception des taxes de départ, En décembre de la même année, Asia World obtient un contrat pour construire 13 jetées dans les ports de Thilawa et Rangoun.
Depuis 1998, Asia World Group gère des péages sur la Route de Birmanie après l'établissement pour sa rénovation d'un partenariat public-privé avec le gouvernement,. Ce projet de 33 millions de dollars connecte les régions productrices d'opium de l'État Shan avec la Chine.
En 2000, Asia World a construit une importante route entre la ville portuaire de Pathein et la station balnéaire de Ngwesaung. Asia World a été responsable d'un important projet d'extension de l'aéroport international de Rangoun, notamment de la construction d'un nouveau terminal international (ouvert en mai 2007) et de l'extension des pistes existantes  (terminée en juillet 2008).
En février 2011, Asia World est accepté comme investisseur de la nouvelle zone économique spéciale de Tavoy (Dawei), développée par la compagnie thaïlandaise Italthai Industrial Group. En août 2011, Asia World est une des quatre entreprises à obtenir des licences gouvernementales pour importer et vendre des carburants dans le pays. Asia World Group était co-responsable de la conception et de la construction de l'aéroport de Naypyidaw, ouvert le 19 décembre 2011. En septembre 2012, sa filiale Asia Mega Link établit une coentreprise avec le département birman des Postes et Télécommunications pour vendre des cartes SIM.
En mars 2016, Yangon Aerodrome Company Limited (YACL), filiale aéroportuaire d'Asia World Group, livre le nouveau terminal T1 dans l'aéroport international de Rangoun, un contrat de 660 millions $ accordé à Asia World en 2013 dans des circonstances troubles. En 2015, Asia World perd son contrat de gestion de l'Oriental Highway Company, la principale route entre la Chine et l'État shan.

## Description

### Activités
Asia World Group gère des péages sur la Route de Birmanie après l'établissement pour sa rénovation d'un partenariat public-privé avec le gouvernement,.
Asia World est une des 18 compagnies birmanes engagées dans le développement de la zone économique spéciale de Thilawa, près de Rangoun (20,000 hectares).
Le groupe a aussi des intérêts dans l'énergie, notamment dans la construction récente de barrages sur le cours de la Salouen. Il s'est aussi associé à China Power Investment Corporation pour construire des barrages contestés sur l'Irrawaddy, notamment celui de Myitsone dans l'État Kachin.

### Participations
Les participations diversifiées d'Asia World comprennent :
- Asia Light Supermarket - Lanmadaw Township, Rangoun
- Asia World Industries Limited, Hlaingthaya Industrial Park, Rangoun
- Asia World Thilawa Deep Sea Port
- Hledan Centre Condominium - Rangoun
- Traders Hotel - Rangoun
- Sedona Hotel - Yankin Township, Rangoun
- Sedona Hotel - Mandalay
- Myanmar Brewery Limited - Mingaladon Township, Rangoun
- Yangon Aerodrome Company Limited (YACL) - filiale aéroportuaire

### Autres activités
À Rangoun, Asia World a des parts dans des supermarchés, des tours de bureaux, des immeubles d'habitation et des entreprises de travaux publics. En 2011, le groupe s'est associé avec le Comité de Développement de la Ville de Rangoun pour améliorer le Strand. Il est aussi impliqué dans l'industrie textile, la production de bière (Tiger Beer), la pâte à papier, l'huile de palme et les infrastructures. Depuis 2000, il gère aussi un port dans le quartier d'Ahlone.

## Controverses
Le fondateur de la compagnie, Lo Hsing Han (1935-2013), était un chinois du Kokang à la tête d'une des plus grandes narco-armées d'Asie du Sud-Est,. Dix autres entreprises sont domiciliées à Singapour au nom de Cecilia Ng (Ng Sor Hong), l'épouse de Steven Law (fils de Lo Hsing Han) : celle-ci dirige un réseau bancaire clandestin au bénéfice de son beau-père,. L'entreprise est associée à l'United Wa State Army. On considère généralement qu'Asia World a eu recours au blanchiment d'argent pour financer son lancement et son expansion.
En 2012, six filiales d'Asia World, dont Ahlone Wharves, Asia Light, Asia World Company, Asia World Industries, Asia World Port Management et Leo Express Bus, étaient l'objet de sanctions du gouvernement britannique dans le cadre de l'interdiction des investissements en Birmanie. Depuis 2008, Asia World et ses filiales, y compris celles de Singapour, ont aussi été l'objet de sanctions américaines.
Depuis 1998, Asia World Group gère des péages sur la Route de Birmanie,, un projet de 33 millions de dollars connecte les régions productrices d'opium de l'État Shan avec la Chine.